# Тинарка
Тинарка — село в Мелекесском районе Ульяновской области, в составе Тиинского сельского поселения. Расстояние от административного центра Димитровграда — 40 км. 

## История
В 1780 году село Алексеевское Тинарка тож, при речке Тинарке, ясашных крестьян — 234, старокрещён — 89, дворцовых крестьян — 25, ревизских душ. Село вошло в состав Ставропольского уезда Симбирского наместничества .
В 1787 году на средства прихожан была построена новая деревянная АЛЕКСЕЕВСКАЯ ЦЕРКОВЬ. Двухпрестольная, во имя Алексея Божьего Человека и Сергия Радонежского Чудотворца, в 1853 году отреставрирована.

## Население
| Год  | Численность | Численность |
| ---- | ----------- | ----------- |
| 1859 | 1107        | [ 5 ]       |
| 1889 | 1626        | [ 6 ]       |
| 1897 | 1278        | [ 7 ]       |
| 1910 | 1590        | [ 8 ]       |
| 2010 | 275         | [ 1 ]       |